# Wignehies
Wignehies je francouzská obec v departementu Nord v regionu Hauts-de-France. V roce 2011 zde žilo 3 056 obyvatel.

## Sousední obce
Clairfontaine (Aisne), Féron, Fourmies, Rocquigny (Aisne)

## Vývoj počtu obyvatel
Počet obyvatel 